# Imeni Kosta Khetagourov
Selo Imeni Kosta Khetagourov (en russe : Село имени Коста Хетагурова, en ossète : Лабӕ, familièrement : Ossetinovka) est un village du raïon de Tcheguem de la Karatchaïévo-Tcherkessie, en Russie. Sa population s'élevait à 2 769 habitants au recensement de 2020.

## Géographie
Le village est situé dans la république de Karatchaïévo-Tcherkessie, un sujet de Ciscaucasie de la Russie. Elle se trouve dans le district fédéral du Caucase du Nord. Elle est l'une des 13 localités du raïon de Tcheguem, subdivision de la république dont le centre administratif est la ville de Tcheguem. Le village fait partie de l'établissement rural de Imeni Kosta Khetagourov, une municipalité dont il est le chef-lieu.

## Démographie
Recensements (*) et estimations de la population,:
| 2002 * | 2010* | 2021* | - |
| ------ | ----- | ----- | - |
| 2 309  | 2 757 | 2 769 | - |

Concernant la répartition ethnique, selon le recensement de 2002, il y avait 57 % d'Ossètes et 37 % de Karatchaïs sur les 2 309 habitants.

## Culture locale et patrimoine
Le village possède l'église de Shoana du Xe siècle, qui est classée comme objet patrimonial culturel de Russie d'importance fédérake sous le no 091610432660006 depuis 1974.